# Орсипп
Орсипп (др.-греч. Ὄρσιππος) — мегарский олимпионик и военачальник (полемарх).
Победил в беге на 15-х Олимпийских играх в 720 до н. э. По преданию, во время забега потерял набедренную повязку и первым в истории пришел к финишу нагим. После этого случая распорядители соревнований постановили, что впредь все атлеты должны состязаться обнаженными (это правило не распространялось только на возниц). По другой версии, первым обнаженным выступил спартанец Акант, одержавший на тех же играх победы в долгом и двойном беге.
Позднее Орсипп был избран мегарским полемархом и, по словам Павсания, захватил часть земель у соседнего Коринфа.
Сохранилась эпитафия Орсиппа, сочинённая, как полагают, Симонидом, когда по велению Дельфийского оракула в Мегаре была воздвигнута гробница героя. В дошедшей до нас надписи римского времени, которая, вероятно, копирует более раннюю, упоминается победа на Олимпийских играх и то, что Орсипп расширил границы родного полиса, после того как враги (по-видимому, коринфяне) отобрали у Мегары много земель.